# Teresita de Barbieri
Martha Teresita de Barbieri García (Montevideo, 2 de octubre de 1937-Ciudad de México, 21 de enero de 2018), fue una socióloga feminista, académica e investigadora uruguaya radicada en México. Investigadora en Ciencias Sociales y en estudios de género, fue pionera en las investigaciones sobre la condición de las mujeres en América Latina desde el Instituto de Investigaciones Sociales de la Universidad Nacional Autónoma de México. Militante socialista, sobrevivió al golpe de Estado de Chile y en 1973 se exilió a México donde ha desarrollado su carrera de investigadora. Socióloga de la Facultad Latinoamericana de Ciencias Sociales (FLACSO), investigó sobre la vida cotidiana de las mujeres, el movimiento feminista latinoamericano, la salud reproductiva, el laicismo y marcadamente la población y el desarrollo. Fue articulista en diversos periódicos y revistas la revista Fem y el suplemento La Doble Jornada del diario La Jornada así como en Cimacnoticias.

## Biografía
Nació en Montevideo, Uruguay y mientras sus padres y hermanos vivieron en Colonia ella, entre los dos y seis años vivió en casa de su abuela en la capital a causa de sus problemas de salud -estuvo enferma de tuberculosis-. A los seis años regresó con sus padres a Colonia donde realizó sus estudios de primaria. 
Inició su carrera universitaria en la Universidad de la República (UDELAR). Sus primeros estudios los realiza en Derecho e Historia del Arte. A los 21 años entró en la Escuela de Trabajo Social  donde se tituló como Asistente Social. También empezó a militar políticamente en el socialismo. Viajó en varias ocasiones a Cuba, en el 59, durante la Revolución Cubana.
Llegó a la sociología a través de un seminario en la Facultad de Humanidades de investigación sociológica.
En 1968 se traslada a Santiago de Chile para iniciar una Maestría en Sociología en la Facultad Latinoamericana de Ciencias Sociales (FLACSO), de Santiago de Chile  Es allí donde comienza a estudiar el tema de la mujer. En 1972 publica su trabajo de maestría con el título: El acceso de la mujer a las carreras y ocupaciones tecnológicas de nivel medio (Santiago de Chile, 1972).
Entre sus primeros trabajos de investigación sobre la mujer está un proyecto de la UNESCO para evaluar un programa de educación media para mujeres: elige las escuelas para niñas en Valparaíso, Talca y Valdivia. Entonces descubrió -explica Teresita en una entrevista en CIMAC- que casi no existía bibliografía "que tuviera que ver sobre mujeres o el sexo femenino", reflexionó sobre el hecho de que las mujeres debían asumir todo el trabajo de carga doméstica, del cuidado de los hijos, etc.  Residió en Chile durante el gobierno de Salvador Allende y tras el golpe de Estado se dirigió a Buenos Aires y un mes después viajó con su familia a México donde se estableció en 1973.
En México inició el contacto con el movimiento feminista: Lourdes Arizpe, antropóloga e historiadora feminista, Marta Lamas, Antonieta Rascón, Carmen Lugo y en 1979 empezó a colaborar en Fem, revista feminista fundada por Alaíde Foppa en 1976.
Con motivo del Año Internacional de la Mujer realiza un documento solicitado por la CEPAL referido a la participación social de las mujeres en América Latina. Junto con el documento preparado por Teresita salieron también otros cuatro o cinco documentos publicados en el Fondo de Cultura Económica con el título: Mujeres en América Latina. Aportes para una discusión (1975).
Después de ser asistente de investigación, en la División de Desarrollo Social de la CEPAL empieza a trabajar con Raúl Benítez Zenteno en el Instituto de Investigaciones Sociales de la UNAM, en las áreas de Sociología de la población y Demografía.
Profesora con más de 33 años de ejercicio en la Universidad Nacional de México (UNAM). También es consultora en organismos internacionales como la Organización Internacional del Trabajo (OIT), la CEPAL y la UNICEF.

### Investigación sobre la categoría del género
Entre sus investigaciones se encuentran cuestiones teórico-metodológicas sobre la categoría del género, en las que hace el análisis y sistematización de los conocimientos en torno a la diferenciación social a partir de las construcciones sociales que organizan y determinan a los seres humanos en tanto seres sexuados.

... los sistemas de sexo y género son los conjuntos de prácticas, símbolos, representaciones, normas y valores sociales que las sociedades elaboran a partir de la diferencia sexual anátomo-fisiológica y que dan sentido a la satisfacción de los impulsos sexuales, a la reproducción de las especie humana y en general al relacionamiento entre las personas... son, por lo tanto, el objeto de estudio más amplio para comprender y explicar el par subordinación femenina-dominación masculina".
Teresita de Barbieri

La apuesta por estudiar estos sistemas de acción social y el sentido de la acción en relación con la sexualidad y la reproducción, una categoría -considera Barbieri- que deja abierta la posibilidad de existencia de distintas formas de relación entre mujeres y hombres, entre lo femenino y lo masculino.
También señala que los problemas de género están en toda la sociedad y que, por lo tanto, corresponde a diputadas y diputados introducir los problemas del género en todos los temas y en todos los ámbitos de la Cámara de Diputados. Y les recomienda a las legisladoras "no hacer del lenguaje de la reivindicación de género un lenguaje pesado que, de mucho usarlo, de repetirlo y de siempre estar con lo mismo, aburra, canse y genere rechazo". Hay que usar la imaginación, consultar un diccionario de sinónimos para tratar de aligerar y cambiar el lenguaje, esto en su documento, Relaciones de Género en el Trabajo Parlamentario.
Sus investigaciones han abarcado diversas áreas, entre ellas: mujeres campesinas y obreras, el trabajo doméstico y la vida cotidiana, las políticas de población, los derechos reproductivos y de la salud, el género, las esferas y los ámbitos de acción, etc. Sus trabajos más recientes se han centrado en la participación de la mujer en la esfera estatal.

## Reconocimientos y galardones
- 2006. Reconocimiento Sor Juana Inés de la Cruz otorgado por la Universidad Nacional Autónoma de México (UNAM)[7]
- 2012. Homenajeada por el Instituto de Investigaciones Sociales de la Universidad Nacional Autónoma de México por "sembrar las bases en México de los estudios de género" en el marco del Día Internacional de la Mujer.[8]
- Reconocimiento de la Facultad Latinoamericana de Ciencias Sociales (Flacso) en Chile de "personaje ilustre".[2]

## Publicaciones
- El acceso de las mujeres a las carreras y ocupaciones tecnológicas de nivel medio. (1972)
- La mujer obrera chilena: una aproximación a su estudio. Con Lucía Ribeiro en: Cuadernos de la realidad nacional 16, (1973), p. 167-201.
- Mujeres en América Latina. Aportes para una discusión. México, Fondo de Cultura Económica, (1975).
- El trabajo doméstico entre obreras y esposas de obreros. México, Instituto de Investigaciones Sociales, UNAM, Mimeo, (1980).
- Las unidades agrícolas industriales para la mujer campesina en México (1983).
- Políticas de población y la mujer: antecedentes para su estudio, en: Revista mexicana de sociología, vol. 45, (1983), Nr. 1, p. 293-308.
- Del deber ser y el hacer de las mujeres: 2 estudios de caso en Argentina. Prólogo. Catalina Wainerman, Elizabeth Jelin y María del Carmen Feijoó (eds.) México, El Colegio de México/PISPAL, (1983), p. 9-14.
- Mujeres y vida cotidiana. México, Conafe, (1984).
- Las mujeres, menos madres: control de la natalidad: ¿control de la mujer? En: Nueva Sociedad 75, (1985), p. 105-113.
- Mujeres en América Latina: análisis de una década en crisis con Orlandina de Oliveira. Madrid, IEPALA Ed, (1989).
- Sobre la categoría de género: una introducción teórico-metodológica. En: Debates en Sociología 18, (1993), p. 145-169.
- Geschlechterverhältnis zwischen Modernisierung und Krise. Con Marianne Braig En: Mexiko heute. Frankfurt am Main, Vervuert, (1996), p. 388-408.
- Los ámbitos de acción de las mujeres. En: Narda Henríquez (ed.). Encrucijadas del saber: los estudios de género en las ciencias sociales. Lima, Pontificia Univ. Católica del Perú, (1996), p. 107-132.
- Los ámbitos de acción de las mujeres.  En: Marianne Braig, Ursula Ferdinand, Martha Zapata (ed.s). Begegnungen und Einmischungen: Festschrift für Renate Rott zum 60. Geburstag. Stuttgart, Heinz, (1997), p. 213-233.
- Cambio sociodemográfico, políticas de población y derechos reproductivos en México. En: Adriana Ortiz-Ortega (comp.). Derechos reproductivos de las mujeres: un debate sobre justicia social en México. México, Edamex, (1999), p. 101-145.
- Género en el trabajo parlamentario: la legislatura mexicana a fines del siglo XX. Buenos Aires, CLACSO, Consejo Latinoamericano de Ciencias Sociales, (2003)
- Una mirada desde el género a las comisiones legislativas. Revista Cimacnoticias  Revista Cimacnoticias 9, núm. 29 (2003)
- Más de tres décadas de los estudios de género en América Latina. Revista Mexicana de Sociología 66. Número de aniversario (octubre, 2004): 197-214
- Público, doméstico y privado en la Cámara de Diputados.  En Imágenes de la familia en el cambio de siglo: universo familiar y procesos demográficos contemporáneos, coordinado por Marina Ariza y Orlandina de Oliveira. México: Universidad Nacional Autónoma de México-Instituto de Investigaciones Sociales, 2004.